# Ornithophila capensis
Ornithophila capensis är en tvåvingeart som först beskrevs av Walker 1849.  Ornithophila capensis ingår i släktet Ornithophila och familjen lusflugor. Inga underarter finns listade i Catalogue of Life.